# حمض الجليكول النووي

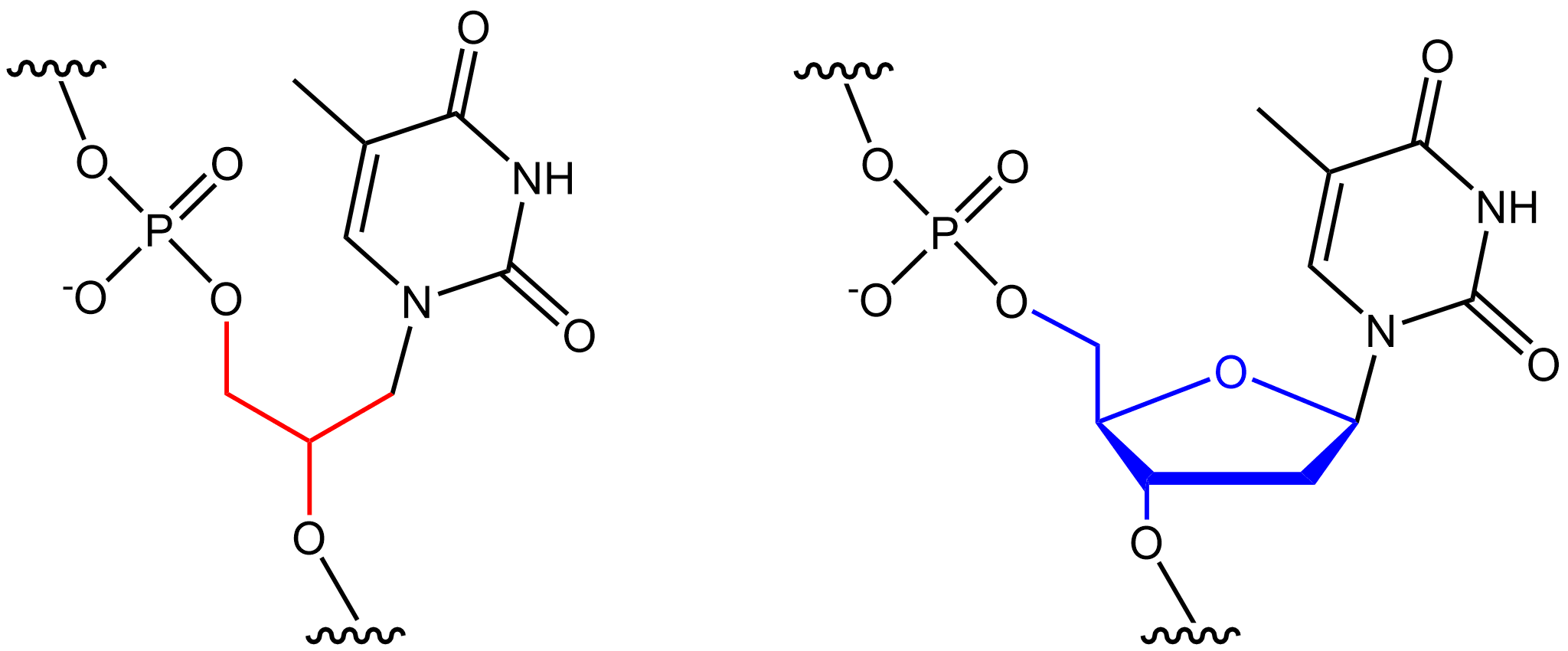
مقارنة الهياكل العظمية لبقايا T من GNA (الأحمر) والنيوكليوتيدات T الطبيعية في الحمض النووي (الأزرق))

حمض الجليكول النووي ( GNA )، والذي يشار إليه أحيانًا أيضًا باسم حمض الجلسرين النووي، هو حمض نووي مشابه للحمض النووي أو الحمض النووي الريبوزي ( RNA ) ولكنه يختلف في تكوين العمود الفقري للسكر الفوسفوديستر، باستخدام البروبيلين جليكول بدلاً من الريبوز أو الديوكسي ريبوز.  يعتبر حمض الجليكول النووي GNA مستقر كيميائيًا ولكن ليس من المعروف ما إذا كان يحدث بشكل طبيعي. ومع ذلك، ونظرًا لبساطته، ربما يكون قد لعب دورًا في تطور الحياة.
تم تحضير نظائره 2،3-ثنائي هيدروكسي بروبيل نيوكليوسيد لأول مرة بواسطة Ueda et al. (1971). بعد ذلك بوقت قصير، تبين أن الأوليغومرات المرتبطة بالفوسفات في نظائره تظهر في الواقع نقصًا في الصبغية في وجود الحمض النووي الريبي (RNA) والحمض النووي (DNA) في المحلول (Seita et al. 1972).
تم وصف تحضير البوليمرات لاحقًا بواسطة Cook et al. (1995، 1999) وأسيفيدو وأندروز (1996). ومع ذلك، تم الإبلاغ عن قدرة الاقتران الذاتي بين GNA وGNA لأول مرة بواسطة شانغ ميغرز في  2005. تم الإبلاغ لاحقًا عن الهياكل البلورية لحمض الجليكول النووي المزدوج GNA Duplex بواسطة ايسن ميغرز.  
يحتوي DNA وRNA على عمود فقري من سكر ديوكسيريبوز وسكر الريبوز ، على التوالي، في حين يتكون العمود الفقري لـ GNA من وحدات الجليكول المتكررة المرتبطة بروابط فوسفوديستر .
تحتوي وحدة الجليكول على ثلاث ذرات كربون فقط ولا تزال تظهر اقتران قاعدة واتسون-كريك . يعتبر الاقتران الأساسي لـ واتسون-كريك أكثر استقرارًا في GNA من نظيريه الطبيعيين DNA وRNA لأنه يتطلب درجة حرارة عالية لإذابة ثنائي GNA. ربما يكون أبسط الأحماض النووية، مما يجعله مقدمة افتراضية للحمض النووي الريبوزي (RNA).

## أنظر أيضا
- التولد التلقائي
- حمض نووي مقفل
- تخليق قليل النوكليوتيد
- حمض الببتيد النووي
- حمض ثلاثي النواة

## روابط خارجية
- أبسط من الحمض النووي - أخبار الكيمياء والهندسية